# Bowen Field
Il Bowen Field è uno stadio di Bluefield, Virginia, Stati Uniti.
È usato per il baseball ed è il campo base della squadra di casa dei Bluefield Blue Jays e della squadra del Bluefield College.
Fu costruito nel 1939 e può contenere fino a un massimo di 3000 persone.
È uno dei pochi luoghi professionali di riunione di baseball dove non si vende birra.
Lo stadio è situato nel parco cittadino di Bluefield, Virginia Occidentale, ma è curato dalla Virginia, dato che lo stadio è completamente nel suo territorio anche se il parco supera la linea di confine.